# Глюкозо-1-фосфат
Глюкозо-1-фосфат (эфир Кори) — фосфорилированная глюкоза, относится к классу фосфосахаров, подклассу фосфогексоз (фосфорилированных гексоз). Один из промежуточных этапов в цепи синтеза гликогена, а также в цепи гликолиза (гексокиназной реакции). С помощью фермента фосфоглюкомутазы осуществляется преобразование глюкозо-1-фосфата в глюкозо-6-фосфат и обратно.